# Tilletia chionachnes
Tilletia chionachnes är en svampart som beskrevs av Vánky, C. Vánky & R.G. Shivas 2001. Tilletia chionachnes ingår i släktet Tilletia och familjen Tilletiaceae.   Inga underarter finns listade i Catalogue of Life.